# 金容権
金容権（キム・ヨングォン、1947年 - ）は、岡山県倉敷市出身の在日韓国人で翻訳家・著作家。韓国語・韓国史などの著書が多い。

## 概要
早稲田大学第一文学部卒業。韓国の劇画を日本で初めて紹介。

## 著書
- 韓国史事典編纂会・金容権『朝鮮韓国近現代史事典』日本評論社、2006年。ISBN 9784535584341。
- 金容権「増補改訂 韓国姓名字典 - 韓国・朝鮮の人名を正しく読むために」（増補改訂版）（三修社、2007年）
- 李成茂・金容権「朝鮮王朝史 〈上下〉」 （日本評論社、2006年）
- 韓国史事典編纂会 金容権「朝鮮韓国近現代史事典 - 1860-2005（第2版）」 （日本評論社、2006年）
- 金容権「早わかり韓国を知る事典―暮らしから歴史まで厳選 500 キーワード （増補改訂)」（東海大学出版会、2005年）
- 金容権「10日間のハングル（決定版）」 （宝島社、2004年）
- 山城幸松・金容権「日本「帝国」の成立 - 琉球・朝鮮・満州と日本の近代」 （日本評論社、2003年）
- 韓国史事典編纂会・金容権「朝鮮韓国近現代史事典 - 1860-2001」 （日本評論社、2002年）
- 金容権「箕山風俗図絵」（YB出版、総和社、2001年）
- 金容権「韓国朝鮮ことわざ辞典 」（徳間書店、徳間文庫1999年）
- 韓碩青・金容権「安重根（アンジュングン）第1部〉生成篇」 （作品社、1997年）
- 韓碩青・金容権「安重根（アンジュングン）第2部〉超人篇」 （作品社、1997年）
- 金大中・金容権「新しき出発のために）」 （朝日新聞出版、1994年）
- 金容権「絵で見る韓国の歴史（全10巻―図説総合韓国史」 （エムティ出版、1993年）